# Piotr Jedynak
Piotr Michał Jedynak (ur. 10 listopada 1972 w Dębicy) – polski ekonomista, specjalista w zakresie zarządzania, profesor nauk ekonomicznych, prorektor Uniwersytetu Jagiellońskiego w kadencji 2020–2024. Od 1 września 2024 roku rektor tej uczelni.

## Życiorys
W 1996 ukończył zarządzanie i marketing na Akademii Górniczo-Hutniczej im. Stanisława Staszica w Krakowie. Doktoryzował się w 1998 na Akademii Ekonomicznej w Krakowie na podstawie rozprawy pt. Polityka ubezpieczeń jako element systemu zarządzania ryzykiem w przedsiębiorstwie, której promotorem był profesor Janusz Teczke. Stopień doktora habilitowanego uzyskał w 2009 na Uniwersytecie Ekonomicznym w Krakowie w oparciu o pracę zatytułowaną: Ocena znormalizowanych systemów zarządzania jakością. Instrumenty i uwarunkowania wartości. Tytuł profesora nauk ekonomicznych otrzymał 9 maja 2019.
Jako nauczyciel akademicki związany od 1998 z Uniwersytetem Jagiellońskim, na którym w 2011 objął stanowisko profesora nadzwyczajnego, a w 2019 stanowisko profesora. W latach 2008–2012 był zastępcą dyrektora Instytutu Ekonomii i Zarządzania, a w kadencji 2012–2016 pełnił funkcję dyrektora tej jednostki (działającej od 2014 pod nazwą Instytut Ekonomii, Finansów i Zarządzania). W latach 2016–2020 był dziekanem Wydziału Zarządzania i Komunikacji Społecznej UJ. W 2020 został prorektorem Uniwersytetu Jagiellońskiego do spraw polityki kadrowej i finansowej w kadencji 2020–2024. W 2024 został wybrany rektorem Uniwersytetu Jagiellońskiego na kadencję 2024–2028.
Specjalizuje się w zarządzaniu: ryzykiem, strategicznym, zasobami ludzkimi, w szkolnictwie wyższym. Opublikował ok. 150 prac naukowych, wypromował trzech doktorów. Został członkiem Komitetu Nauk Organizacji i Zarządzania PAN.